# کوقت
کوقت (به فرانسوی: Courtes) یک کمون در فرانسه است که در ان (اوورنی-رون-آلپ) واقع شده‌است. کوقت ۹٫۰۶ کیلومتر مربع مساحت دارد ۲۱۲ متر بالاتر از سطح دریا واقع شده‌است.